# Pseudophryne occidentalis
Pseudophryne occidentalis és una espècie de granota que viu a Austràlia.